# 籠手田安昌
籠手田 安昌（こてだ やすまさ、永正5年（1508年）- 弘治3年（1557年））は、戦国時代の武将。松浦氏の家臣。子に安経。
松浦氏の一門衆で、松浦興信の死後、松浦氏で家督争いが起きると松浦隆信を支持し、その擁立に尽力した。後に嫡男・安経と共にキリシタンとなった。松浦氏の筆頭重臣として晩年まで隆信を支えている。